# Bighorn Ditch Headgate
De Bighorn Ditch Headgate werd in 1892 gebouwd (in 1904 operationeel) om te zorgen voor de irrigatie van het Crow Indian Reservation in Montana. Het bouwwerk, gebouwd van grote rotsstenen, leidt het water van de Bighorn River om. Sinds 1976 is het opgenomen in het National Register of Historic Places.
Het werd ontworpen door William F. Graves, en de constructie werd uitgevoerd door Crow-arbeiders. De locatie maakt tegenwoordig deel uit van het Bighorn Canyon National Recreation Area.